# Cornelius Burdette
Cornelius Lonzo Burdette (Sandstone, Virgínia de l'Oest, 6 de novembre de 1878 - Charleston, Virgínia de l'Oest, 28 de febrer de 1955) va ser un tirador estatunidenc que va competir a començaments del segle xx.
El 1912 va prendre part en els Jocs Olímpics d'Estocolm, on va disputar quatre proves del programa de tir. Guanyà la medalla d'or en la prova de rifle militar per equips, fou vuitè en rifle lliure, 600 metres, vint-i-unè en rifle lliure, 300 metres tres posicions i 52è en rifle militar, 3 posicions.